# Langben Rises Høj

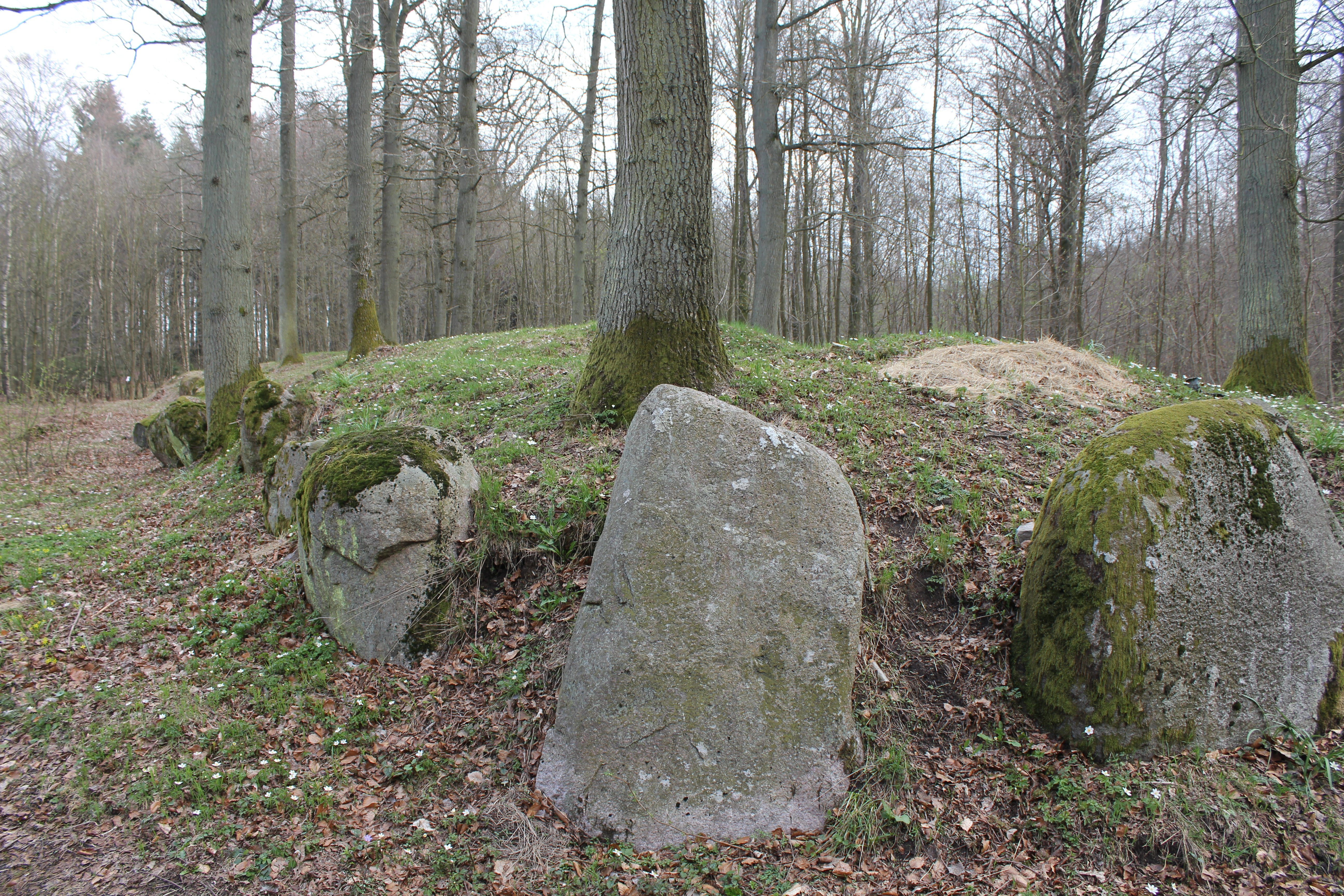
Langben Rises Høj

Langben Rises Høj ist ein bereits 1588 von Heinrich Rantzau (1526–1598) auf der Suche nach einem Riesen ausgegrabener Langdolmen im Birkende Skov (Wald) von Radhuse, südöstlich der Bahnlinie von Ringsted nach Roskilde im äußersten Südwesten der Ramsø Kommune auf der Insel Seeland in Dänemark. Es stammt aus der Jungsteinzeit etwa 3500 v. Chr. und ist eine Megalithanlage der Trichterbecherkultur (TBK).
Der Nordost-Südwest orientierte Langdysse ist etwa 52,4 m lang und 9,5 m breit. Er wird von 45 streckenweise vollständig erhaltenen Randsteinen gefasst. Etwa 11,5 m vom nordöstlichen Ende liegt eine gestörte etwa 1,5 m lange Kammer als Längslieger im Hügel. Der Kammerrest besteht noch aus 3 Tragsteinen, ohne Deckstein. Im Hügel befindet sich Spuren zweier weiterer Kammern.
„Langben-Rise“ bei Nødager ist ein 31,5 m langer und 8,0 m breiter Hügel mit 18 Randsteinen und Spuren zweier Grabkammern. (Klaus Ebbesen Nr. 3758)